# リンネ大学
リンネ大学（スウェーデン語: Linnéuniversitetet）は、スウェーデンのスモーランドにある州立大学。それぞれベクショーとカルマルに2つのキャンパスがある。2010年にベクショー大学とカルマル大学（スウェーデン語）が合併して設立され、スウェーデンの植物学者であるカール・リンネにちなんで名付けられた。

## ロゴ
この大学のロゴは様式化された木で、このロゴの起源はカール・リンネが1725年に出版したÖrtabokの絵から来ている。

## 組織
- 経済学部（Ekonomihögskolan）
- 保健・生命科学部（Fakulteten för hälso- och livsvetenskap）
- 芸術・人文科学部（Fakulteten för konst och humaniora
- 社会科学部（Fakulteten för samhällsvetenskap）
- 工学部（Fakulteten för teknik）
- 教員養成評議会（Nämnden för lärarutbildning）

## 対外関係

### 日本の大学
- 大阪教育大学[3]
- 国際基督教大学[4]
- 東京国際大学[5]
- 福岡教育大学[6]

### 日本以外の大学
- セントルイス大学（フィリピン）

## 著名な卒業生
- ロルフ・パイエ（英語版） - セーシェルの政治家
- マリク・ベンジェルール - スウェーデンの映画監督
- アンドリー・ツァプリエンコ（ウクライナ語版） - ウクライナのジャーナリスト